# Conan (pořad)
Conan je americká pozdně večerní talk show, vysílaná na stanici TBS od pondělí do čtvrtka vždy ve 23:00 EST. Tvůrcem a hlavním aktérem pořadu je moderátor Conan O'Brien, kterého doprovází jeho dlouholetý sekundant Andy Richter. První díl hodinu trvající show byl odvysílán 8. listopadu 2010 a sledovalo ho přes 4 miliony diváků. Produkce prezentuje program jako klasickou večerní talk show, jejímiž prvky jsou zábavná okomentování nedávných událostí a kauz, politické debaty a interview se známými celebritami. Conan rovněž rád používá sebereferenční humor, při němž si dělá legraci z vlastních skečí. 
17. května 2017 bylo oznámeno, že TBS prodloužila kontrakt na vysílání až do roku 2022.